# Employés modèles
Pour plus de détails, voir Fiche technique et Distribution.
Employés modèles, ou L'employé du mois au Québec (Employee of the Month) est un film américain réalisé par Greg Coolidge en 2006.

## Synopsis
Le film relate l'histoire de Zack, simple magasinier dans une immense chaîne de distribution, qui se contente de faire son travail sans vouloir évoluer. En parallèle, son ennemi juré Vince est élu meilleur employé du mois pour la dix-septième fois consécutive. Mais un jour, arrive Amy, une caissière blonde aux formes sculpturales dont la réputation n'est qu'autre que de sortir avec le meilleur employé du mois. Débute alors pour les deux hommes, une guerre sans merci pour obtenir les faveurs d'Amy...

## Fiche technique
- Titres français : Employés modèles ( France) et L'employé du mois ( Québec)
- Titre original : Employee of the Month
- Réalisation : Greg Coolidge
- Scénario : Don Calame et Chris Conroy
- Montage : Tom Lewis
- Musique : John Swihart
- Production : Peter Abrams, Barry Katz, Robert L. Levy, Joe Simpson et Brian Volk-Weiss
- Société de production : Lionsgate et Tapestry Films
- Société de distribution : Lionsgate (États-Unis) ; Metropolitan FilmExport (France)
- Pays d'origine :  États-Unis
- Langue : Anglais
- Genre : Comédie
- Format : Technicolor, 1.85, couleurs, son Dolby
- Durée : 103 minutes
- Dates de sortie :
  -  États-Unis : 6 octobre 2006 ;
  -  France : 23 septembre 2009 (directement en DVD)
- Classification : 
  -  États-Unis : Tous publics
  -  France : Tous publics

## Distribution
Légende : V. Q. = Version Québécoise
- Dane Cook (V. Q. : Frédéric Paquet) : Zack
- Jessica Simpson (V. Q. : Catherine Bonneau) : Amy
- Dax Shepard (V. Q. : Antoine Durand) : Vince
- Andy Dick (V. F. : Laurent Morteau ; V. Q. : François Sasseville) : Lon
- Tim Bagley (V. Q. : Benoit Rousseau) : Glen Gary
- Brian George (V. Q. : Vincent Davy) : Iqbal
- Efren Ramirez (V. Q. : Nicolas Charbonneaux-Collombet) : Jorge
- Marcello Thedford (V. Q. : Thiéry Dubé) : Semi
- Danny Woodburn (V. Q. : Manuel Tadros) : Glen Ross
- Harland Williams (V. Q. : Jacques Lavallée) : Russell
- Sean Whalen : Dirk Dittman

## Autour du film
- Ayant peur que Dane Cook et Dax Shepard se ressemblent trop, l'équipe du film a demandé à Dax Shepard de se teindre les cheveux en blond[3].